# Matthias Gragger
Matthias Gragger (* 3. November 2001 in Bad Ischl) ist ein österreichischer Fußballspieler.

## Karriere
Gragger begann seine Karriere beim USC Abersee. Im September 2010 wechselte er in die Jugend des FC Red Bull Salzburg, bei dem er ab der Saison 2015/16 auch in der Akademie spielte. Zur Saison 2017/18 wechselte er in die Akademie der SV Ried. Nach eineinhalb Jahren in der Akademie der Oberösterreicher rückte er im Jänner 2019 in den Kader der viertklassigen Amateure auf. Für Ried II kam er bis zum Ende der Saison 2018/19 zu acht Einsätzen in der OÖ Liga, mit den Riedern stieg er zu Saisonende in die Regionalliga auf. In der dritthöchsten Spielklasse absolvierte der Mittelfeldspieler 2019/20 bis zum Saisonabbruch zwölf Partien.
Im Februar 2021 erhielt Gragger seinen ersten Jungprofivertrag bei den Riedern und rückte in den Profikader auf. Sein Debüt für die Profis in der Bundesliga gab er im April 2021, als er am 23. Spieltag der Saison 2020/21 gegen den TSV Hartberg in der 89. Minute für Marco Grüll eingewechselt wurde. In der Bundesliga kam er zu 29 Einsätzen, ehe er mit Ried 2023 aus dem Oberhaus abstieg.
In der Saison 2023/24 kam er verletzungsbedingt nur einmal in der 2. Liga zum Zug. In der Saison 2024/25 spielte er nach seiner Genesung bis zur Winterpause ausschließlich im Regionalligateam. Im Jänner 2025 wechselte er daraufhin innerhalb der 2. Liga zum SKU Amstetten, bei dem er einen bis 2026 laufenden Vertrag erhielt.